# Barry Commoner

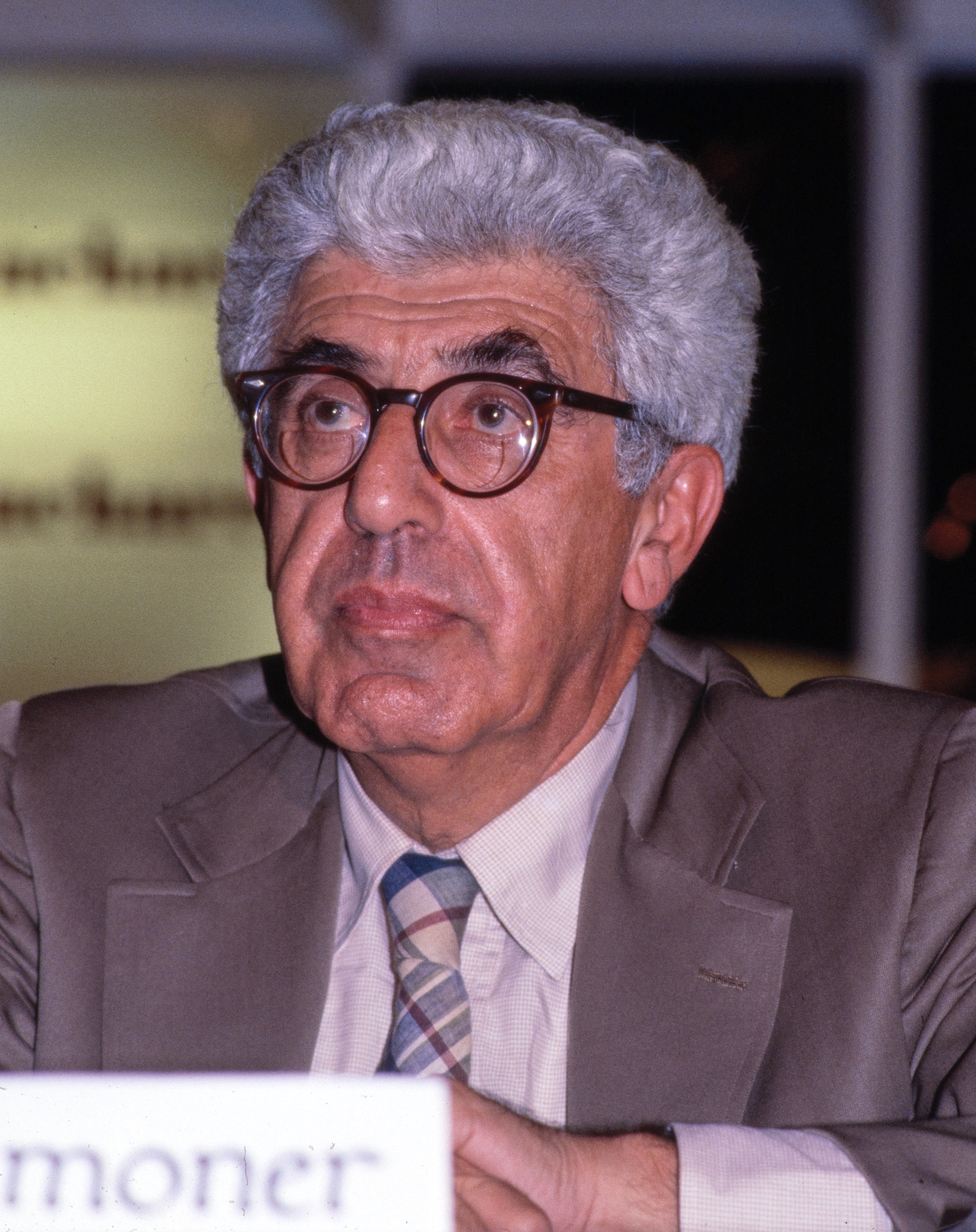
Barry Commoner, 1980

Barry Commoner (* 28. Mai 1917 in Brooklyn,  New York, Vereinigte Staaten; † 30. September 2012 in Manhattan, New York, Vereinigte Staaten) war ein US-amerikanischer Biologe und Ökologe. Commoner war Autor mehrerer einflussreicher Sachbücher über Umweltschutz und gilt als einer der führenden frühen Vertreter der modernen amerikanischen Umweltbewegung.

## Leben
Commoner wurde als Sohn jüdischer Einwanderer (eines Schneiders und einer Näherin) aus Russland geboren. Er studierte zunächst Zoologie an der Columbia University, wo er 1937 den Bachelor erhielt. Er wechselte an die Harvard University und promovierte bis 1941 zur Zellbiologie. Im Zweiten Weltkrieg war er Leutnant in der U.S. Navy.
Von 1947 bis 1981 war Commoner Professor für Biologie an der Washington University in St. Louis. Seine Schwerpunktthemen waren Pflanzenphysiologie und die Wechselwirkungen zwischen Umwelt und Gesellschaft. Er gründete dort 1966 das Center for the Biology of Natural Systems, um die Forschung zu Ökosystemen zu fördern. Im Jahr 1981 kehrte er nach New York zurück und war bis  zu seiner Emeritierung 1987 Professor für Geo- und Umweltwissenschaften am Queens College, City University of New York.
Commoner starb 2012 im Alter von 95 Jahren.

## Politisches Engagement
Barry Commoner gilt als einer der Begründer der amerikanischen Umweltbewegung. In einem Nachruf bezeichnete ihn The Nation als, nach Rachel Carson, prominentesten modernen Umweltaktivisten in den USA.

### Atomwaffentests
Commoner engagierte sich für die öffentliche Aufklärung über die damals in den USA stattfindenden oberirdischen Atomwaffentests. Er gründete 1959, unter anderen zusammen mit Louise Reiss, das Greater St. Louis Citizens’ Committee for Nuclear Information. Das Komitee wollte in der sogenannten „Milchzahn-Untersuchung“ (engl. Babytooth-Survey) anhand der Konzentration von Strontium-90 in Milchzähnen prüfen, in welchem Ausmaß der Fallout vom menschlichen Körper aufgenommen wurde. Die Untersuchung rief ein großes Echo hervor, Bürger übermittelten zehntausende Milchzähne ihrer Kinder. Erste Untersuchungsergebnisse wurden 1961 in Science veröffentlicht, sie bestätigten die Befürchtung zunehmender Strontium-Konzentrationen. Im Jahr 1963 unterzeichnete John F. Kennedy das Moskauer Atomteststoppabkommen. Commoners Fähigkeit, Wissenschaft einer breiteren Öffentlichkeit zugänglich zu machen und sie teilhaben zu lassen, trug wesentlich zum politischen Erfolg der Untersuchung bei.

### Umwelt
Barry Commoner sah viele Entwicklungen in Wissenschaft und Gesellschaft als reduktionistisch an. Für ihn war ein zentraler Gedanke, dass der Mensch nicht in Isolation, sondern eingebettet in seiner Umwelt lebt.
Sein vielleicht bekanntester Beitrag im Kampf gegen die von ihm kritisierte reduktionistische Sichtweise waren seine viel zitierten vier ökologischen Gesetze:
1. „Everything is connected to everything else.“ (deutsch: „Alles steht mit allem anderen in Verbindung.“)
2. „Everything must go somewhere.“ (deutsch: „Alles muss irgendwo bleiben.“)
3. „Nature knows best.“ (deutsch: „Die Natur weiß es besser.“)
4. „There is no such thing as a free lunch.“ (deutsch: „So etwas wie Gratismahlzeiten gibt es nicht.“)

Die vier Gesetze der Ökologie veröffentlichte er in seinem vielleicht wichtigsten Buch, The Closing Circle (dt. „Wachstumswahn und Umweltkrise“). Commoner betonte hierin die Bedeutung von Externalitäten, also Seiteneffekten menschlicher Aktivität auf die Gesellschaft oder Umwelt.

„Many of our new technologies and their resultant industries have been developed without taking into account their cost in damage to the environment or the real value of the essential materials bestowed by environmental life processes. … While these costs often remain hidden in the past, now they have become blatantly obvious in the smog which blankets our cities and the pollutants which poison our water supplies. If we choose to allow this huge and growing debt to accumulate further, the environment may eventually be damaged beyond its capacity for self-repair.“

„Viele unserer neuen Technologien und daraus entstandenen Industrien wurden geschaffen, ohne ihre Kosten in Form von Umweltschäden oder dem wahren Wert der notwendigen, von den ökologischen Lebensvorgängen gewährten Stoffe zu berücksichtigen. … Während in der Vergangenheit diese Kosten oft versteckt blieben, sind sie nun im Smog, der unsere Städte einhüllt, und den Schadstoffen, die unsere Wasservorräte vergiften, eklatant offensichtlich geworden.“

Anlässlich des ersten Tags der Erde brachte das Time Magazine auf der Titelseite sein Porträt und nannte ihn den „Paul Revere des Umweltschutzes“, in Anspielung auf einen Freiheitskämpfer des Unabhängigkeitskriegs, dem oft die Warnung der amerikanischen Kolonisten vor den britischen Truppen durch den Mitternachtsritt zugeschrieben wird.

### Citizens Party
Barry Commoner war Gründer der Umweltpartei Citizens Party. Bei der Präsidentschaftswahl 1980 trat Commoner als Kandidat für diese Partei an. Er erhielt knapp 0,3 % der abgegebenen Stimmen.

## Auszeichnungen
Im Jahr 1953 erhielt Commoner den Newcomb Cleveland Prize der American Association for the Advancement of Science für seine Arbeit Studies on the Biosynthesis of Tobacco Mosaic Virus (dt. Studien zur Biosynthese des Tabakmosaikvirus).
Für seine Aktivitäten zur Bewahrung der Umwelt verlieh ihm 1970 als ersten Preisträger die Internationale Humanistische und Ethische Union den International Humanist Award.

## Schriften (Auszug)
- 1966: Science and Survival. Viking Press, New York 1966.
- 1971: The Closing Circle. Nature, Man, and Technology. New York 1971.
  - Wachstumswahn und Umweltkrise. Einführung von Klaus Mehnert. Bertelsmann 1973, ISBN 3-570-04596-X.
- 1976: Energieeinsatz und Wirtschaftskrise. 1977, ISBN 3-499-14193-0 (englisch: The Poverty of Power: Energy and the Economic Crisis. New York 1976.).
- 1979: Radikale Energiewirtschaft : konkrete Kursänderung in der Energiepolitik. 1980, ISBN 3-922594-04-2 (englisch: The Politics of Energy. New York 1979.).
- 1990: Making Peace With the Planet. Pantheon Books, New York 1990, ISBN 0-394-56598-3.